# Celso Míguez
Celso Míguez Pereira (Pontevedra, Galicië, 1 mei 1984) is een Spaans autocoureur. Hij heeft deelgenomen kampioenschappen als de Formule Renault 3.5 Series, World Series Lights en de Euroseries 3000. Hij was in de Europese F3 Open in 2009 tweede achter Bruno Méndez en behaalde hierin vijf overwinningen.
In 2010 mag Míguez Franck Perera vervangen bij Olympique Lyonnais, omdat het team van constructeur is veranderd. Tot en met de ronde op Brands Hatch werd het team gerund door LRS Formula en vanaf de ronde op Adria is het Drivex die het team runt, het team van Míguez in de Spaanse Formule 3.